# Kenny Perry

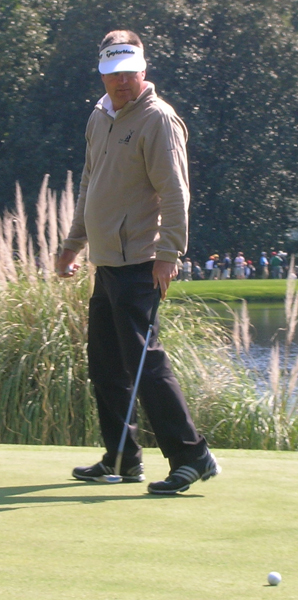
Kenny Perry

Kenny Perry, född 10 augusti 1960 i Elizabethtown, Kentucky, är en amerikansk professionell golfspelare.
Perry studerade vid Western Kentucky University och blev professionell 1982. Hans karriär utvecklades sakta men stadigt. Han blev inte medlem på PGA-touren förrän 1987 och de första säsongerna fick han kämpa hårt för att behålla sitt medlemskap men han vann sin första tourseger 1991 i den prestigefyllda tävlingen Memorial Tournament. I mitten av 1990-talet kom ytterligare två segrar och 2001 ytterligare en. Hans bästa säsong var 2003 då han 43 år gammal åter igen vann Memorial Tournament och ytterligare två tävlingar och under en kort period låg han bland de tio bästa på golfens världsranking. 2005 vann han ytterligare två tävlingar.

## Meriter

### Segrar på PGA-touren
- 1991 Memorial Tournament
- 1994 New England Classic
- 1995 Bob Hope Chrysler Classic
- 2001 Buick Open
- 2003 Bank of America Colonial, Memorial Tournament, Greater Milwaukee Open
- 2005 Bay Hill Invitational, Bank of America Colonial

### Övriga segrar
- 2005 Franklin Templeton Shootout (med John Huston).

### Lagtävlingar
- Presidents Cup: 1996, 2003, 2005
- Ryder Cup: 2004

### Utmärkelser
- 2002 Charles Bartlett Award